# Druhá vláda Janeze Drnovšeka
Druhá vláda Janeze Drnovšeka fungovala v období od 25. ledna 1993 do 27. února 1997.

## Koalice
- Liberalna demokracija Slovenije (LDS)
- Slovenski krščanski demokrati (SKD)
- Slovenska demokratska stranka (SDS) do 29. března 1994
- Združena lista socialnih demokratov (ZLSD) do 31. ledna 1996

## Složení

### Předseda
- Janez Drnovšek

### Ministři
- Ivan Bizjak – ministr vnitra (od 25. ledna 1993 do 8. června 1994)
- dr. Rado Bohinc – ministr věd a technologií (od 25. ledna 1993 do 31. ledna 1996)
- Janko Deželak – ministr ekonomických záležitostí a rozvoje (od 26. ledna 1995)
- Metod Dragonja – ministr ekonomických věcí (od 31. ledna 1996)
- dr. Janez Dular – ministr kultury (od 7. února 1996)
- dr. Slavko Gaber – ministr školství a sportu (od 25. ledna 1993)
- dr. Pavel Gantar – ministr životního prostředí a plánování (od 28. února 1994)
- Mitja Gaspari – ministr financí (od 25. ledna 1993)
- Alojz Janko – ministr bez portfeje odpovědný za legislativu (od 23. března 1993)
- Janez Janša – ministr obrany (od 25. ledna 1993 do 29. března 1994)
- Miha Jazbinšek – ministr životního prostředí a plánování (od 25. ledna 1993 až 1. února 1994)
- Jelko Kacin – ministr obrany (od 29. března 1994)
- Rina Klinar – ministryně práce, rodiny a sociálních věcí (od 21. června 1994 do 31. března 1996)
- mag. Boštjan Kovačič – ministr bez portfeje odpovědný za samosprávu (od 16. září 1994)
- Miha Kozinc – ministr spravedlnosti (od 25. ledna 1993 do 19. července 1994)
- dr. Davorin Kračun – ministr ekonomických záležitostí a rozvoje (od 25. ledna 1993 do 26. ledna 1995)
- dr. Davorin Kračun – ministr zahraničních věcí (od 19. července 1996)
- dr. Jožef Jakob Osterc – ministr zemědělství a lesnictví (od 25. ledna 1993)
- Sergij Pelhan – ministr kultury (od 25. ledna 1993 do 31. ledna 1996)
- Alojz Peterle – ministr zahraničních věcí (od 25. ledna 1993 do 31. října 1994)
- Jožica Puhar – ministryně práce, rodiny a sociálních věcí (od 25. ledna 1993 do 21. června 1994)
- mag. Anton Rop – ministr práce, rodiny a sociálních věcí (od 7. února 1996)
- Andrej Šter – ministr vnitra (od 8. června 1994)
- dr. Maks Tajnikar – ministr ekonomických věcí (od 25. ledna 1993 do 30. ledna 1996)
- Zoran Thaler – ministr zahraničních věcí (od 31. října 1994 do 16. května 1996)
- dr. Andrej Umek – ministr věd a technologií (od 7. února 1996)
- Igor Umek – ministr dopravy a komunikací (od 25. ledna 1993)
- dr. Božidar Voljč – ministr zdravotnictví (od 25. ledna 1993)
- Metka Zupančič – ministryně spravedlnosti (od 19. července 1994)